# Corsham Computer Centre
Le Corsham Computer Center (CCC) est une installation souterraine du ministère de la Défense britannique située à Corsham, dans le Wiltshire, construite dans les années 1980. Selon le ministère de la Défense, le centre "traite les données en appui de la Royal Navy" Des Browne, alors secrétaire d'État à la Défense, avait décrit de la même manière le centre en 2007 comme une "installation de traitement de données en appui des opérations de la Royal Navy".
Dans son compte-redu écrit au Defence Select Committee (en), la Scottish Campaign for Nuclear Disarmament (en) a suggéré que le centre prenne en charge la maintenance logicielle du programme nucléaire britannique Trident.
L’installation a été construite près de la carrière de Hudswell et à proximité de Box Tunnel (en), un complexe plus vaste de tunnels et de carrières dans la région de Corsham et adjacente à l’ancien dépôt central de munitions construit avant la Seconde Guerre mondiale.
Le site s’inscrit dans le cadre d’un contrat plus large de gestion des installations, le projet Bristol Bath Total Facilities Management, qui a été attribué à Debut Services, un fonds commun de créances de Babcock Defence et Bovis Lend Lease, en septembre 2007 pour une période de trois ans avec la possibilité de prolonger le contrat pour trois années supplémentaires.